# Phlegra certa
Phlegra certa là một loài nhện trong họ Salticidae.
Loài này thuộc chi Phlegra. Phlegra certa được Wanda Wesołowska & Haddad miêu tả năm 2009.